# Żanna Gierasimowa
Żanna Gierasimowa (ur. 1 stycznia 1966) – polska aktorka i reżyserka pochodzenia ukraińskiego, znana z filmów Syberiada Polska (2013), Żywie Biełaruś! (2012), Drzazgi (2008) i seriali Samo życie (2010), Komisarz Alex (2011).

## Życiorys
Ukończyła Studio Teatralne im. Iwana Franki i Liceum Muzyczno-Pedagogiczne w Kijowie. Po studiach teatralnych i niedługim epizodzie na scenie kijowskiej (w Teatrze Wodewil), Żanna Gierasimowa zostaje członkiem zespołu Teatru Stanisławskiego w Moskwie, gdzie zagrała wiele ról scenicznych. U boku aktora Teatru na Tagance Aleksandra Zajcewa zagrała swoją przełomową rolę w dramacie Eugène Ionesco Krzesła. Spektakl ten przeszedł do historii rosyjskiego teatru, został uznany przez zachodnich krytyków najlepszym wystawieniem tej sztuki na całym świecie.
Jako pieśniarka koncertuje solo i z zespołem. W Polsce debiutowała na scenie krakowskiej Piwnicy pod Baranami. Występowała w teatrach: Teatr Ateneum, Teatr Mały, Teatr Rampa, Stara Prochownia, Centrum Sztuki Teatr Studio, Warszawski Ośrodek Kultury, Natoliński Ośrodek Kultury, Ośrodek Kultury Ochoty. Najważniejsze role zagrała w sztukach Teatru Polonia w Warszawie (Rajskie jabłka; Wątpliwość), Teatru Witkacego w Zakopanem (Czarodziejska góra); Teatru Dialog w Kopenhadze (Bieluń trawa) oraz Teatru na Pradze w Warszawie (Szynel). W Polsce najbardziej znana jest za sprawą kilku ról filmowych i serialowych (m.in. Syberiada Polska, Smoleńsk, Drzazgi, Samo życie, Komisarz Alex, Na dobre i na złe).
Reżyserowała Rajskie jabłka R. Tuguszewa (pierwsza nagroda na Festiwalu Teatralnym w Jałcie) w Teatrze Polonia w Warszawie; Jaskółka I. Turgieniewa (pierwsza nagroda na Festiwalu Teatralnym w Berlinie) w Teatrze Rampa; Dzieło sztuki A. Czechowa (aktorska nagroda na Festiwalu Teatralnym w Warszawie), Trzecia strzała A. Wołodina – w Teatrze OK; Belweder A. Diaczenko w Teatrze „Dialog” w Kopenhadze; Szalej – własny scenariusz na podstawie P. Shafera (nagroda za najlepszy spektakl na festiwalu Teatralny Bałtyk w Rydze).
Od 2000 roku mieszka w Polsce i posiada polskie obywatelstwo.
W 2022 pełni funkcję Dyrektor artystycznej Teatru na Pradze, oraz Prezes Fundacji Otwarta Kurtyna.
Żanna Gierasimowa jest członkiem ZLP (Związku Literatów Polskich), IFA (International Federation of Artists), ZAiKS i ZASP.

## Filmografia
Opracowano na podstawie materiału źródłowego:
| Filmy               |                               | | |
| Rok                 | Tytuł                         | Rola | Reżyseria |
| 2001                | W cieniu szczura, w oku ptaka | ona sama | Franciszek Trzeciak |
| 2005                | Parę osób, mały czas          | Anna, gosposia Stańczakowej | Andrzej Barański |
| 2008                | Drzazgi                       | Natasza | Maciej Pieprzyca |
| 2012                | Żywie Biełaruś!               | Lekarka w jednostce | Krzysztof Łukaszewicz |
| 2013                | Syberiada polska              | Nadia, zawiadowczyni stacji | Janusz Zaorski |
| 2016                | Smoleńsk                      | Rosjanka w Smoleńsku | Antoni Krauze |
| Seriale telewizyjne |                               | | |
| Rok                 | Tytuł                         | Rola | Rola |
| 2002-2010           | Samo życie                    | Miśka, właścicielka agencji towarzyskiej | Miśka, właścicielka agencji towarzyskiej |
| 2003-2022           | Na Wspólnej                   | handlarka na bazarze | handlarka na bazarze |
| 2004                | Na dobre i na złe             | Swietłana Barkanowa, siostra zaginionego Igora Barkanowa, gość programu "Ktokolwiek widział, ktokolwiek wie", uczestniczka spotkań Kozińskiego | Swietłana Barkanowa, siostra zaginionego Igora Barkanowa, gość programu "Ktokolwiek widział, ktokolwiek wie", uczestniczka spotkań Kozińskiego |
| 2004                | Camera Cafe                   | Irina Kastikowa z Nowosybirska | Irina Kastikowa z Nowosybirska |
| 2004                | Bulionerzy                    | Luba | Luba |
| 2006                | Fala zbrodni                  | | |
| 2006-2007           | Pogoda na piątek              | Wiera, sprzątaczka Marcina | Wiera, sprzątaczka Marcina |
| 2007                | Kryminalni                    | Swietłana, gosposia Wernera | Swietłana, gosposia Wernera |
| 2007                | Faceci do wzięcia             | | |
| 2008                | Ojciec Mateusz                | Bielińska | Bielińska |
| 2008                | Na kocią łapę                 | Mila, gosposia Poznańskich | Mila, gosposia Poznańskich |
| 2014                | Komisarz Alex                 | Tania Ljubicz | Tania Ljubicz |
| 2016                | Belfer                        | matka Jurija | matka Jurija |
| 2017                | Wataha                        | opiekunka syna Cinka | opiekunka syna Cinka |
| 2018                | Druga szansa                  | matka Poliny | matka Poliny |
| 2019                | Zawsze warto                  | sprzątaczka Natalia | sprzątaczka Natalia |
| 2019                | Ślad                          | Larysa Szewczuk | Larysa Szewczuk |
| 2019                | Miłość na zakręcie            | Swietłana | Swietłana |
| 2020                | O mnie się nie martw          | sprzątaczka w przedszkolu | sprzątaczka w przedszkolu |
| 2020                | Komisarz Alex                 | profesor Lena Aristowa | profesor Lena Aristowa |